# 아타카마의 거인

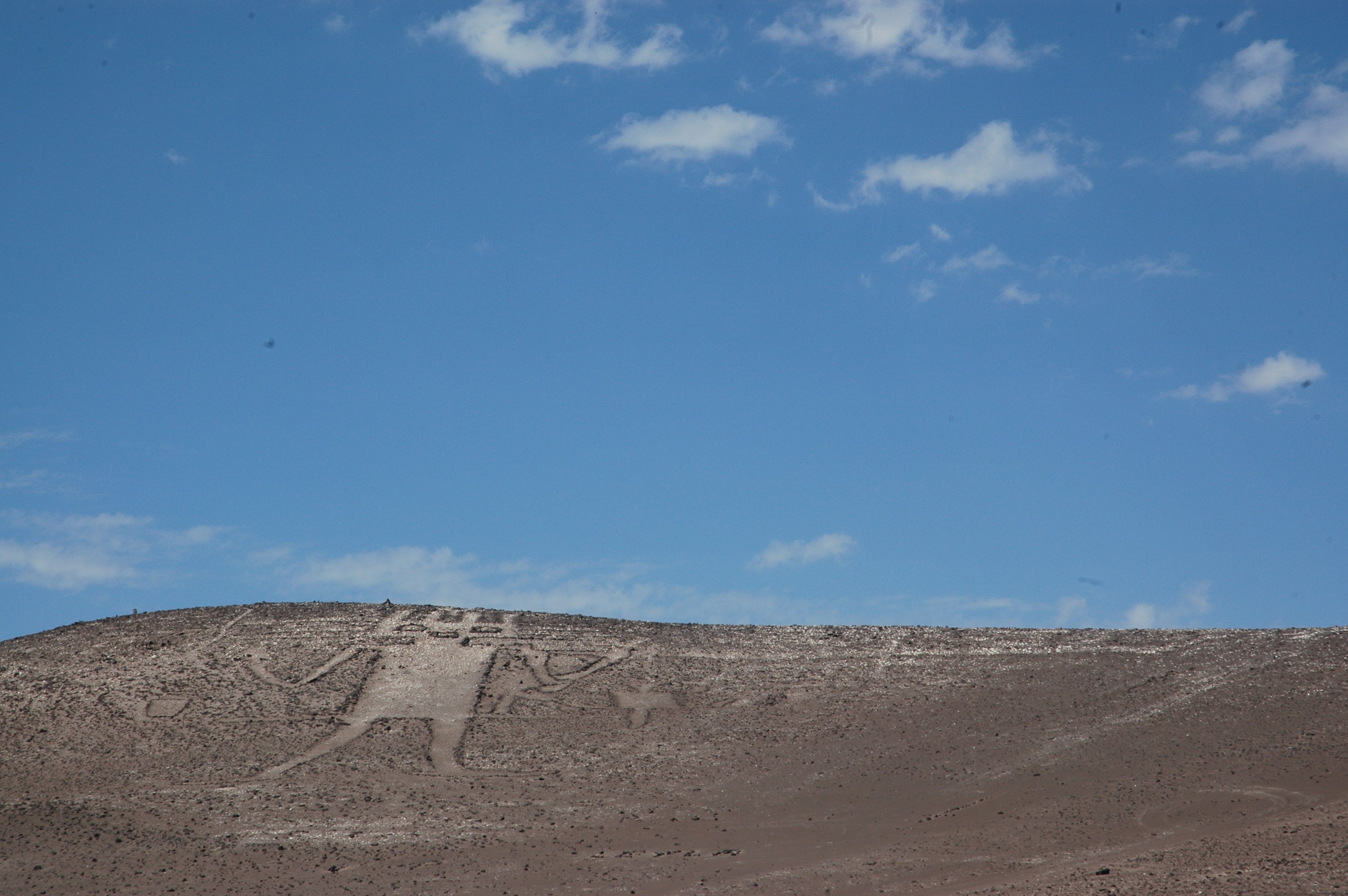

아타카마의 거인(스페인어: Gigante de Atacama)는 사람 모습의 거대 지상그림(geoglyph)이다. 칠레 아타카마 사막에 있다. 도시 후아라 시에서 약 15 km 북동쪽 우니타 언덕(1245m)에 있다. 다른 말로 우니타 언덕의 거인(스페인어: Gigante de Cerro Unita)라고도 한다.
약 86 m 정도의 크기이다. 지금까지 발견된 인간형 지상그림 중 세계최대이다.
언덕의 경사면에 그려져 있기 때문에, 하늘 높이에서 보지 않아도, 전체적으로 모습이 잘 보인다.
정확한 좌표는 남위 19도 56분 56초, 서경 69도 37분 59초이다.

## 같이 보기
- 나스카 지상화
- 파라카스의 촛대